# Silvanus lewisi
Silvanus lewisi är en skalbaggsart som beskrevs av Edmund Reitter 1876. Silvanus lewisi ingår i släktet Silvanus och familjen smalplattbaggar. Arten har ej påträffats i Sverige. Inga underarter finns listade i Catalogue of Life.